# Diacyclops talievi
Diacyclops talievi – gatunek widłonoga z rodziny Cyclopidae. Opisała go w 1970 roku rosyjska (radziecka) zoolog Galina Fiodorowna Maziepowa, nadając mu nazwę Acanthocyclops talievi.